# رابطة رباعية المركز ثنائية الإلكترون

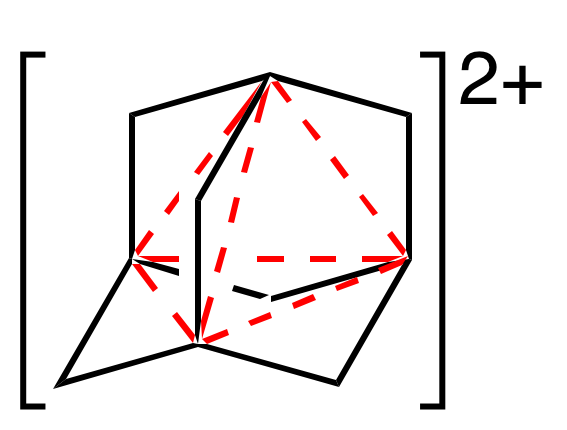

الرابطة رباعية المركز ثنائية الإلكترون (يرمز لها 4c-2e) هي رابطة كيميائية ذات نقص إلكتروني، حيث تشترك أربعة ذرات بزوج إلكتروني. يختلف هذا النوع من الترابط عن الرابطة التساهمية المعتادة، والتي تتضمن ذرتان تتشاركان إلكترونين.